# Sigala
Sigala, pseudonimo di Bruce Fielder (Norwich, 1º novembre 1992), è un disc jockey e produttore discografico britannico.

## Carriera
Fielder iniziò a studiare pianoforte all'età di 8 anni. Terminati gli studi all'università di Westminster si laureò in musica commerciale. Suonò in diverse band e si occupò di mixing per altri artisti, come Good Times di Ella Eyre con Sigma. Il suo primo singolo da solista fu Easy Love ispirata alla band statunitense The Jackson 5.
Il secondo singolo di Fielder si intitola Sweet Lovin. Pubblicato il 4 dicembre 2015, ha raggiunto il numero 3 nella Official Singles Chart.
Il terzo singolo di Sigala, Say You Do, è uscito il 18 marzo 2016. La canzone contiene un sample di Always Be My Baby di Mariah Carey.
Il 21 settembre 2018 pubblica il suo primo album, Brighter Days.

## Discografia

### Album in studio
- 2018 – Brighter Days
- 2023 – Every Cloud

### Singoli
- 2015 – Easy Love
- 2015 – Sweet Lovin' (feat Bryn Christopher)
- 2016 – Say You Do (feat DJ Fresh)
- 2016 – Give Me Your Love (feat John Newman e Nile Rodgers)
- 2016 – Ain't Giving Up (feat Craig David)
- 2016 – Only One (feat Digital Farm Animals)
- 2017 – Came Here for Love (feat Ella Eyre)
- 2018 – Lullaby (feat Paloma Faith)
- 2018 – Feels like Home (feat Fuse ODG, Sean Paul e Kent Jones)
- 2018 – We Don't Care (feat The Vamps)
- 2018 – Just Got Paid (feat Ella Eyre, Meghan Trainor, French Montana)
- 2019 – Wish You Well (con Becky Hill)
- 2019 – We Got Love (feat Ella Henderson)
- 2020 – Heaven on My Mind (con Becky Hill)
- 2020 – Lasting Lover (con James Arthur)
- 2021 – You for Me (con Rita Ora)
- 2021 – Runaway (con R3hab e JP Cooper)
- 2022 – Melody
- 2022 – Stay the Night (con Talia Mar)
- 2022 – Living Without You (con David Guetta e Sam Ryder)
- 2022 – All by Myself (con Alok e Ellie Goulding)
- 2022 – Rely on Me (con Gabry Ponte e Alex Gaudino)
- 2023 – Radio (con MNEK)
- 2023 – Feels This Good (con Mae Muller, Caity Baser e Stefflon Don)
- 2023 – You Make Me Feel (Mighty Real) (con Adam Lambert)
- 2023 – Feel It Deep Inside (con Dopamine)
- 2024 – It's a Feeling (con Trevor Daniel e 24kGoldn)
- 2024 – Like Sunshine (con Lavern)
- 2024 – With You (con Ely Oaks)

### Collaborazioni
- 2016 – Don't Need No Money (Imani feat Sigala e Blonde)